# Lerista terdigitata
Lerista terdigitata — вид сцинкоподібних ящірок родини сцинкових (Scincidae). Ендемік Австралії.

## Поширення і екологія
Lerista terdigitata мешкають в прибережних і внутрішніх районах на півдні Південної Австралії, від східного узбережжя Великої Австралійської затоки і півострова Ейр на схід до Аделаїди, а також на сусідніх островах. Вони живуть в сухих і напівсухих акацієвих заростях, в чагарникових заростях маллі та на піщаних рівнинах, порослих спінніфексом.